# 화랑의 후예
〈화랑의 후예〉(花郞의 後裔)는 1935년 1월에 발표한 김동리의 단편 소설이며,  《조선중앙일보》 신춘문예 당선작이기도 한 김동리의 대표작이다. 1930년대 일제강점기를 배경으로 하며, 금광업을 하는 숙부에게 신세지고 있던 '나'의 시점으로 몰락한 양반인 주인공 황 진사(黃進士)에 대한 이야기를 전달하는 1인칭 관찰자 구성의 소설이다.
황 진사는 '황후암(黃厚庵) 6대 증손'이라는 자신의 문벌에 연연하면서도 염치 없는 짓을 도맡아 하며, 현실적 궁핍을 타개할 능력은 없지만 '화랑의 후손'이라는 우월감에 사로잡힌 채 거드름을 피운다. 종래에는 아편쟁이를 상대로 골목에서 사기꾼 약장수와 놀아나다가 순사에게 잡혀가는 모습으로 이야기가 마무리되며, 황 진사를 통해 시대의 변화 속에서 낡은 관념에 얽매여 비굴함과 오만함의 경향을 보이는 당시 한국 사회의 한 단면을 표현한 작품이다. 동시에 권력과 돈이 없더라도 다른 무엇인가에서 욕구와 만족을 찾으려는, 인간 본연의 자존심에 대해 묘사하였다.